# Бабино (Україна)
Ба́бино (інші назви — Бабине, Бабина, Головецько Горішне: найперша історична назва — Грозьова Горішня) — село в Україні, Стрілківської сільської громади у Самбірському районі Львівської області. Орган місцевого самоврядування — Стрілківська сільська рада.

## Розташування
Село тягнеться, по суті, одною вулицею вздовж річки Мшанець, у прирічковій долині, що між хребтом Оровим та горою Маґура-Лімнянська. На північному сході від села розташовані дві вершини Орового хребта — Кичерка (724 м) і Горб (739 м). Умовно село Бабино можна поділити на декілька частин: початок села, або "Між Калиничами"  яка знаходиться по правому боці від мосту. Далі прямо одною вулецею тягнется "Вогін", тягнется аж до школи. Наступне місце немає назви але воно розташоване між "Заваткою" яка тягнется від кінця села до межі з цією частиною яка знаходиться біля потічка коло "Бульянки" і "Вогоном".

## Історія
Село виникло у XVI ст. і мало назву Грозьова Горішня, про що свідчить напис на "Антологіоні" львівського друку в місцевій церкві.
В "Лопушанському архіві" знайшли дозвіл № 273556 з дня 10.11.1916 на відкриття господарчих млинів, зокрема Миколи Мицака в Головецькому (Бабина).
У 2023 р. село Бабина разом із довколишніми селами ввійшло до мережі історико-туристичних маршрутів "БойкоМандри", яка створюється за підтримки УКФ та Стрілківської територіальної громади.

## Церква Богоявлення Господнього УГКЦ

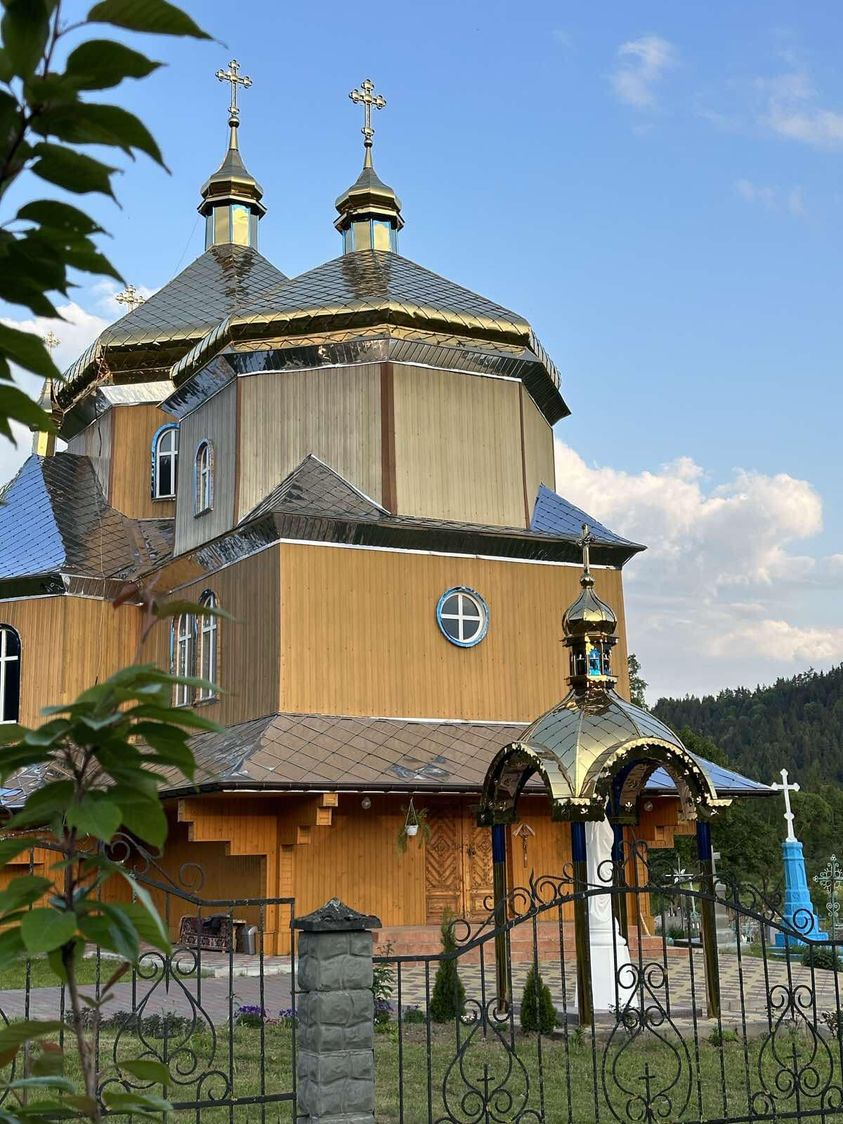
Церква Богоявлення Господнього на Бабиній (Стрілківська громада)

У селі є дерев'яна церква Богоявлення Господнього, збудована 1898 року на місці попередньої з 1742 року. Належить до одного з перших сакральних дерев'яних споруд у неоукраїнському стилі, зведених за проєктом Василя Нагірного. Є пам’яткою архітектури місцевого значення (охоронний номер 2393-м, Рішення виконкому Львівської обласної Ради народних депутатів від 13.12.1991 № 671).
Судячи з підтвердження короля Сиґізмунда ІІ Августа від 13 червня 1561 року дозволу самбірського старости на заснування другої церкви в Головецькому, то перша церква в селі постала незадовго після цього. Її засновником був Яків (Яцько) з Тур'я ВицівськийКаганович.
1578 року привілеї церкви підтвердив та надав лан землі польський король Стефан Баторій.
1582 року в самбірському ґродському суді розглядали скаргу священика Яцка Вицівського, будівничого церкви у Головецьку Горішньому, проти князя вицівського Івана, який теж хотів збудувати нову церкву, на що не отримав дозволу (слід зауважити, що історично "князями" також називали священників).
Про існування церкви в XVII ст. свідчить напис "... до церкви Богоявлення Господнього Ґурна Грозьова АХЧД (1694)".
У 1742 році збудували нову дерев'яну церкву. В акті візитації 1766 року візитатор відзначив, що "церква з дерева різаного в три верхи виведена, з тих з одним заломом, а два - з двома. Вікна в наві з підвдня три, з півночі одне, у вівтарі зі сходу одне, з півночі і півдня по два. Двері від заходу. Ріка (емпора) з дверима від заходу (на галереї), з двома вікнами. Дзвони у верху над бабинцем (емпорою)".
За неперевіреними даними, у 1746 році була збудована нова церква.
1898 року в селі звели нову дерев'яну церкву, проєкт якої розробив Василь Нагірний. Про час її спорудження свідчить вирізьблена дата на надпоріжнику західних дверей "1898". Про ініціаторів і благодійників будівництва сповіщає напис на металевій таблиці, вставленій в одвірок: "Въ часъ душпастырства о. Димитрія Марчака, старшихъ братей св. церкви: Николая Музычака, Николая Мацьковича, Федья Бардына и пивця церковного Ивана Угрыньчака, фундаторы ч. Василь Сеґинь, каменосѣчець зъ Грозьовой и добровольніи датки громадянъ въ часѣ отбутой св.. миссіи на дни 6-го юлія 1897 года".
Була парохіяльною церквою Жукотинського деканату Перемиської єпархії УГКЦ.
Від 1961 по 1989 рік стояла зачиненою. Мешканці села не допустили перетворити її склад і постійно доглядали.
Розташована на західному кінці села при дорозі, на рівній ділянці.
Сучасна церква - хрещата трибанна орієнтована будівля, зведена зі смерекових брусів на кам'яному підмурівку. Має зрубну конструкцію, збудована на плані хреста, із замкнутими з трьох сторін вівтарем і раменами трансепта.
До квадратної нави прилягають гранчастий вівтар, укорочені гранчасті бічні рамена та прямокутний бабинець. Нава, бабинець та пресбітерій перекриті куполами на восьмигранних тамбурах.
При вівтарі з двох боків розташовані невеликі прямокутні захристії.
Наву вінчає наметова баня зі сліпим ліхтарем і маківкою, посаджена на великий світловий восьмерик. Подібні дещо менші бані на світлових восьмериках вінчають бабинець і вівтар.
Бічні рамена вкриті п'ятисхилими дахами, їх гребені на кінцях увінчані маківками.
Церкву оперізує піддашшя, оперте на профільовані випусти зрубів.
Вхід у церкву розташований в західній частині бабинця. Стіни надопасання оббиті бляхою та завершені профільованим ґзимомсом, прорізані півциркульно завершеними вікнами, в торцевих стінах всіх рамен - круглі вікна. Вся будівля покрита листовим металом.
Нава об'єднана з раменами високими лучковими арковими прорізами.
Хори, оперті на випусти, тягнуться в бабинці вздовж трьох стін.
Стіни - відкритий немальований зруб.
Іконостас початку ХХ ст. чотириярусний на арці, різьблений і золочений, з традиційною програмою. Ікони академічного письма, ймовірно, котрогось із перемиських малярів (можливо, Олександра Скрутка).

При північній стіні нави збереглася казальниця, зроблена водночас з іконостасом.

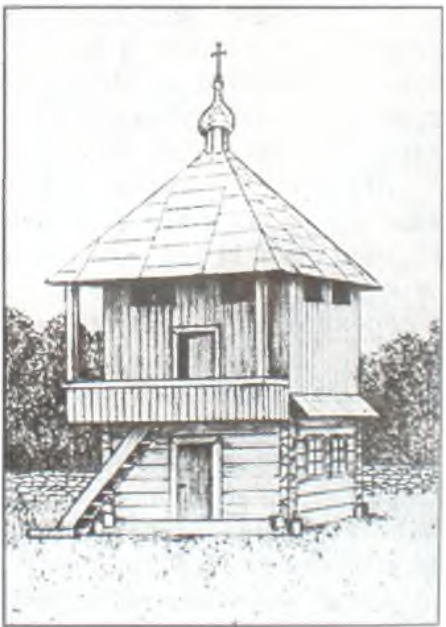
Володимир Шагала. Дзвіниця в с. Бабина (Стрілківська громада)

Поряд з церквою (на південний захід від неї) стоїть дерев'яна двоярусна квадратна дзвіниця, ймовірно, старша за сам храм, покрита чотирисхилим дахом. Нижній її ярус зрубний, квадратовий в плані, з північного боку прибудований ґанок. Другий ярус відділений від першого піддашшям, опертим на профільовані випусти вінців зрубів, стовпови, вкритий восьмибічним наметом, увінчаний сліпим ліхтарем з маківкою.
Біля церкви є могильний цвинтар.

## Населення

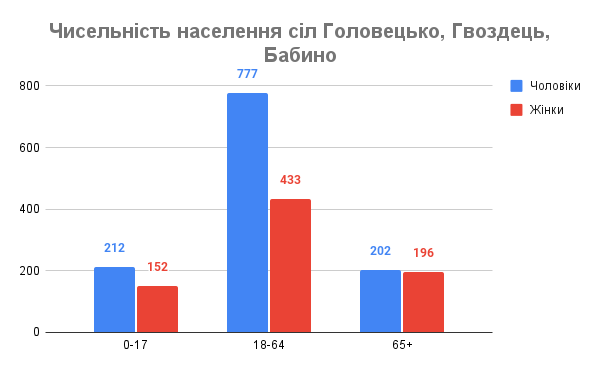
Чисельність населення сіл Головецько, Гвоздець, Бабино Стрілківської ОТГ, 2021

У 1928 році в Бабинім проживало 350 осіб, серед яких було 11 євреїв та 39 школярів.
2001 року населення села становило 480 осіб.